# Nectandra angustifolia
Nectandra angustifolia là loài thực vật có hoa trong họ Nguyệt quế. Loài này được (Schrad.) Nees & Mart. ex Nees miêu tả khoa học đầu tiên năm 1833.